# October (album)
Pour les articles homonymes, voir October.
Albums de U2
Boy
(1980) War
(1983)
Singles
1. Fire
Sortie : juillet 1981
2. Gloria
Sortie : octobre 1981

October  est le deuxième album studio du groupe de rock irlandais U2, sorti le 12 octobre 1981, sous le label Island Records. Produit par l'Anglais Steve Lillywhite, il a été conçu principalement aux studios Windmill Lane à Dublin entre juillet et août 1981. Les deux 45 tours de l'album sont Fire, enregistré aux Bahamas et Gloria.
L'enregistrement d'October a été perturbé par le vol des nouvelles chansons de Bono, l'éventualité d'une séparation due à l'engagement religieux de trois membres de U2 dans le groupe de prières Shalom et la pression liée à la réalisation du deuxième album suite au succès de Boy. 
Parfois considéré comme un disque « chrétien » en raison de ses thèmes spirituels et religieux, October a reçu depuis sa publication des critiques mitigées de la presse qui lui reprochent son côté brouillon. C'est généralement le disque de U2 que les fans aiment le moins. L'album s'est correctement vendu en Grande-Bretagne, mais dans d'autres pays, il n'a pas aussi bien marché que Boy. L'October Tour s'est déroulée du 16 août 1981 au 7 août 1982.

## Contexte et enregistrement
Depuis l'automne 1980, U2 n'a cessé de tourner pour promouvoir Boy. Pourtant, il est déjà temps de penser au fameux « toujours difficile deuxième album ». En février 1981, U2 commence à écrire de nouvelles chansons. Malheureusement, le 22 mars après un concert à  Portland, Bono se fait voler sa mallette dans les loges par trois groupies. Elle contient, en plus des papiers et de l'argent, les paroles du futur disque. La tension, déjà présente à cause des préoccupations religieuses de The Edge, Larry Mullen Junior et Bono (qui faisaient alors partie d'un groupe chrétien nommé Shalom Fellowship), monte d'un cran alors que le groupe se rend à Nassau, chez Chris Blackwell, pour prendre dix jours de vacances. U2 en profite tout de même pour enregistrer avec Steve Lillywhite un nouveau 45 tours, Fire, au studio Compass Point.
En juin, l'ambiance est morose lorsque le groupe se retrouve aux studios Windmill Lane à Dublin pour terminer l'album avec Steve Lillywhite. Trois membres de U2 se torturent pour savoir s'ils doivent, en tant que chrétiens, continuer à faire partie d'un groupe de rock, le quatrième (le bassiste Adam Clayton), parce qu'il n'est pas croyant, craint de se faire virer et le chanteur a perdu tous ses textes. C'est l'angoisse totale. Dès lors, Bono est contraint d'improviser les paroles et le groupe doit enregistrer très vite, du fait d'un budget encore limité. Comme le déclarera Steve Lillywhite à la BBC en 2018 à propos des sessions : « C'était complètement chaotique et fou en studio et, évidemment, la perte des paroles de Bono a contribué à l'atmosphère. » Même si le groupe « a vraiment bossé dur » comme l'affirme Larry Mullen Junior, le successeur de Boy n'est pas à sa sortie le 12 octobre 1981, « le grand » album qu'on attendait.

## Caractéristiques artistiques

### Analyse du contenu
Ce disque, l'un des moins accessibles de U2, est produit par l'anglais Steve Lillywhite. Il est composé de 11 titres et sa durée d'écoute dépasse légèrement les 41 minutes. C'est l'album studio de U2 qui dure le moins longtemps. Le groupe a consacré trois mois à son enregistrement. Le disque devait s'appeler à l'origine Scarlet mais Bono finit par choisir October (le mois de la sortie de l'album).
October reprend les mêmes genres de sonorités que Boy, ancrées dans le post-punk de l'époque. Bono dira que U2 était à ce moment-là influencé par des groupes tels que The Invisible Girls et Joy Division dans l'élaboration de cet album. Grâce au premier single Fire, un reggae rock enregistré à Nassau, U2 entra pour la première fois dans le top 40 des singles britanniques en se classant à la 35e place.

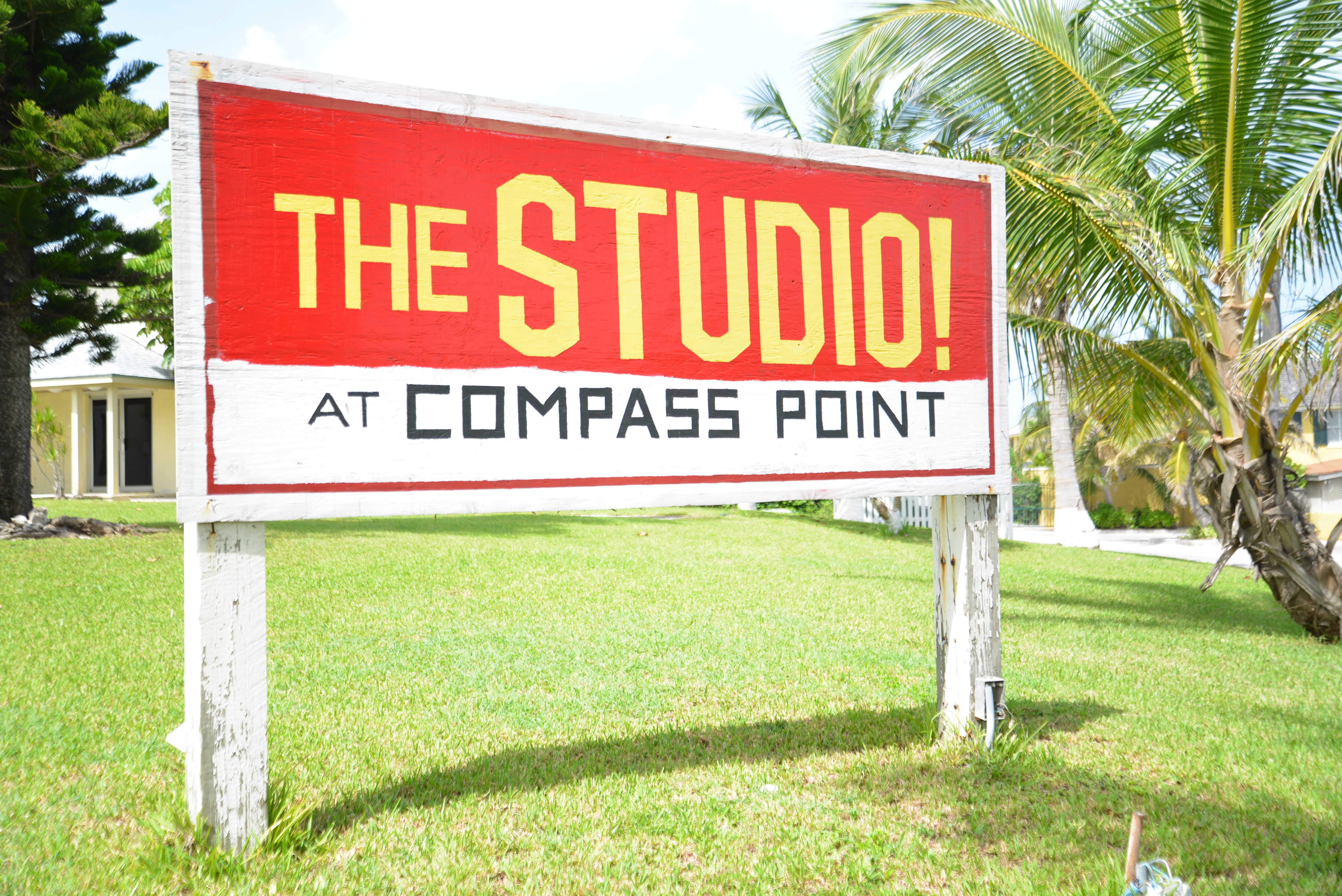
Compass Point Studios

Ce disque laisse une grande place à l'improvisation, la spontanéité et l'énergie rock, au détriment de textes travaillés ou d'arrangements sophistiqués. L'ambiance de l'album prend une tournure plus spirituelle et mélancolique que son prédécesseur Boy, comme l'illustre les chansons marquées par la présence du piano telles que Scarlet, le spectral morceau-titre ou Stranger In a Strange Land. L’anecdote veut que cette chanson ait été inspiré d’un moment vécu par les Irlandais alors qu’ils passaient la frontière entre Berlin-Ouest et Berlin-Est, endormis à l’arrière d’un van durant le Boy Tour.
October se caractérise aussi par ses textes ouvertement chrétiens, perceptibles sur des chansons telles que Rejoice, With A Shout (Jérusalem) - U2 est accompagné sur cette chanson par les trompettistes du groupe dublinois Some Kind Of Wonderful - et surtout Gloria, second 45 tours de l'album. Dans ce titre en effet, on voit Bono interpréter certains passages en latin : « Gloria in te Domine / Gloria Exultate » pour le refrain. U2 exprime dans Gloria le désir de trouver la bonne attitude (« I try to sing this song ») pour communiquer leur foi auprès d'un public pas forcément disposé à les suivre sur ce terrain-là.
Par ailleurs, le second morceau du disque I Fall Down (« je tombe ») est un titre expérimental. L'utilisation d'une guitare électro-acoustique par The Edge, le piano, l'accompagnement vocal très serré et la production efficace de Steve Lillywhite font de cette chanson pop l'une des meilleures de l'album. Dans le texte, il est question d'une certaine Julie. Mais, Bono est encore incapable aujourd'hui de nous dire qui lui a inspiré ce personnage : « Vraiment, je ne pensais à personne, déclare-t-il. Je ne me souviens absolument pas d'où venait l'idée de cette chanson ».

Enfin, le titre Tomorrow qui décrit en détail les funérailles de la mère de Bono est une mélodie intimiste irlandaise associant guitare et cornemuse (un uilleann pipes joué par Vinnie Kilduff). Ce morceau mixe habilement le folklore de la verte Erin et la ballade rock. Une nouvelle version méconnue a été retravaillée et interprétée par Bono et Adam Clayton en 1996.

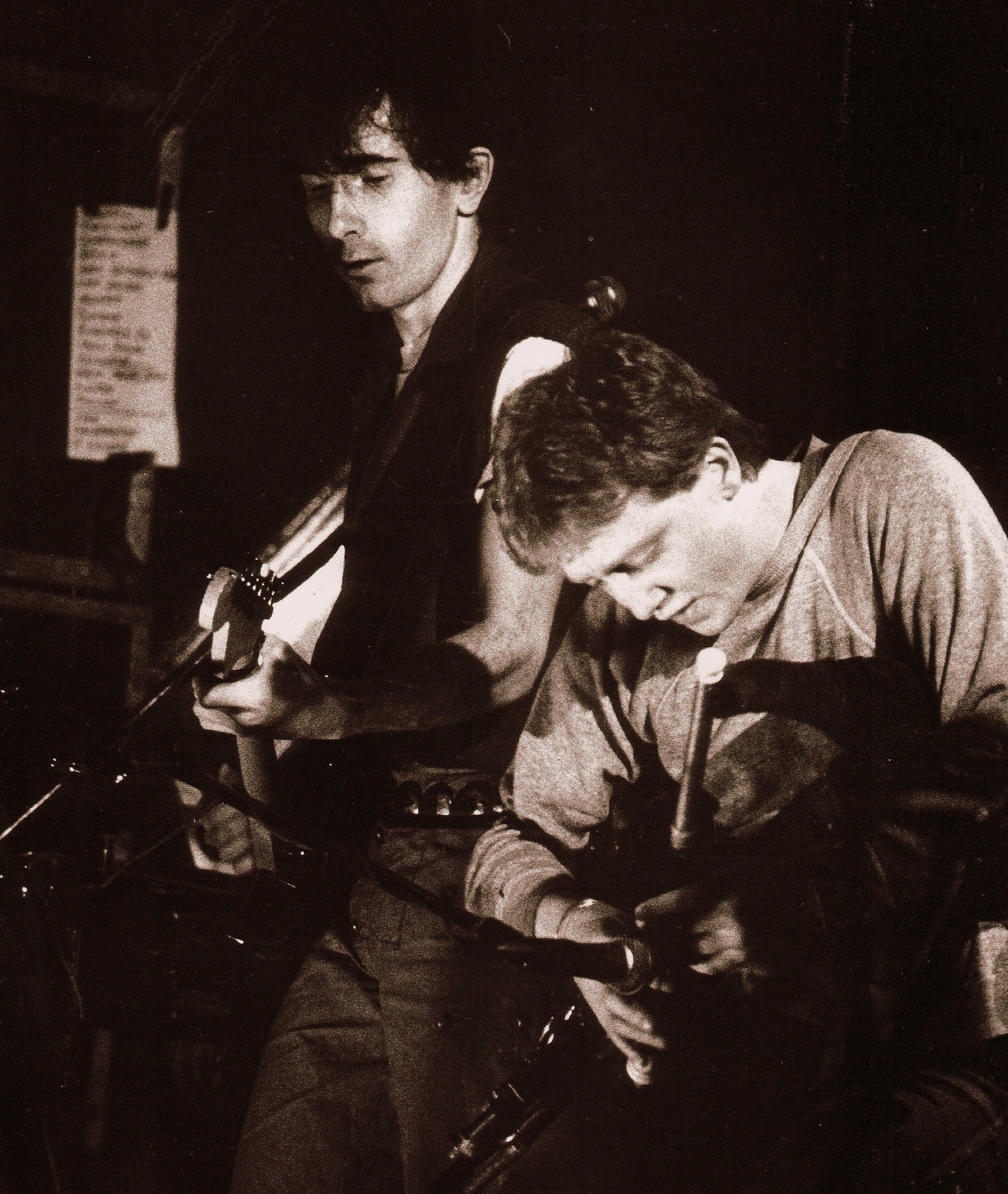
Le multi-instrumentiste irlandais Vinnie Kilduff (ici à droite de The Edge) joue du uilleann pipes sur la chanson Tomorrow.

### Pochette du disque
Le site choisi pour la couverture de l'album est le quartier des docks de Dublin. On y voit les 4 membres du groupe, devant le port, sous un ciel gris, avec de drôles de coupes de cheveux. La photo a été réalisée par Ian Finlay. Dans l'autobiographie U2 by U2 publié en 2006, Bono à l'origine du choix du site portuaire, avouera que pour la photo du disque c'est : « de sa faute ». Larry Mullen Junior complètera en disant que : « ce n'est pas une pochette particulièrement subtile ou intelligente, elle est sans prétention. ».

## Anecdotes
Pendant l'enregistrement de l'album, le nom de code du disque était Scarlet (« écarlate »), qui se trouve en 10e position sur October.
La chanson October se trouve sur le Best of 1980-1990 paru en 1998, mais cachée en 15e position une minute derrière All I Want Is You.
Une vingtaine d'années après la sortie d’October, on demanda à The Edge s'il y a des chansons de U2 qu'il n'aime pas trop. Il répondit qu'il serait content de ne plus jamais entendre With A Shout (Jérusalem).
La mallette remplie des textes des chansons volées par des groupies en 1981, a été retrouvée dans un grenier à Tacoma en octobre 2004 : « un acte de grâce » pour Bono.

## Octobervu par Bono dans le magazineRolling Stone
« Une tentative de nous frayer un chemin en chantant vers le royaume du paradis. Les paroles : pas mal. La musique : bizarrement, toujours aussi fascinante. Les influences : principalement Joy Division et Invisible Girls. Un bel exemple du fait qu'on peut écrire une chanson sans avoir la moindre idée de ce dont elle parle. La chanson Tomorrow est un compte rendu détaillé des funérailles de ma mère, mais je n'en savais rien quand je l'ai écrite. »

## Réception critique
Les critiques de la presse sont mitigées. En Angleterre, Adam Sweeting, dans un article pour le Melody Maker, estime que « ce n'est pas un disque à la mode parce qu'il lui faut du temps pour se faire aimer. Et si l'émotivité de U2 est parfois effrayante dans sa nudité, tant pis pour ses détracteurs, le groupe n'est pas près de partir. » De son côté, Barney Hoskyns pour le NME, a publié un avis plutôt contrasté sur October comme on peut le lire : « Qu'est-ce que le côté excessivement plaintif de la voix de Bono et la puissance forcée du son de U2 tentent de cacher ? Pourtant sa musique décolle - elle survole avec sérénité des zones de danger comme The Fall ou The Birthday Party. »  Cette même revue plaça October comme quatrième album de l'année et U2 comme cinquième meilleur groupe. Seul Dave McCullough du magazine Sounds a fait l'éloge de l'album en parlant de « pop zénithale » et a conclu sa chronique en disant que « cet October durera pour toujours ».
Aux Etats-Unis, John Pareles de la revue Rolling Stone a décerné au disque la note moyenne de 3 étoiles/5 à sa sortie avec ce commentaire : « Le son obtenu par The Edge, encouragé par le producteur Steve Lillywhite, est aussi puissant que les paroles sont stupides. Ses accords puissants créent un abîme sonore dans lequel Bono peut plonger, et ses riffs simples à une seule note, imprégnés d'écho et de gloire, indiquent une issue. Tout cela sans une seule poussée de l'entrejambe. Contrairement à Boy, le premier album de U2, October garde généralement la guitare au premier plan, sans rompre les échos avec les interminables glockenspiels de Boy. » Dans une autre chronique pour Rolling Stone en 2008, David Fricke donnera la note de 4 étoiles/5 au disque. Enfin, en France, dans le no 178 de Rock & Folk paru en novembre 1981, Michka Assayas a reconnu les qualités de l'album : « October est bien, parfois superbe, mais pas assez fidèle ». Il a complété son analyse en critiquant la production grandiloquente de Steve Lillywhite : « Toute la deuxième face est submergée d'effets superflus, où le producteur montre ses biceps [...] ».

## Classements et ventes
À sa sortie, l'album a connu un succès commercial discret, et ce, en dépit d'une 6e et d'une 11e place en Nouvelle-Zélande et en Angleterre. Il a été classé aussi en 20e position en France (où il est disque d'or avec 100 000 exemplaires vendus) mais seulement à la 104e place aux États-Unis. C'est encore aujourd'hui le plus mauvais classement d'un album de U2 dans ce pays. En 2024, le disque s'était écoulé depuis sa parution à 3,6 millions d'exemplaires à travers le monde.

### Classements
| Pays             | Position maximale |
| ---------------- | ----------------- |
| Allemagne        | 96                |
| Australie        | 34                |
| Espagne          | 41                |
| États-Unis       | 104               |
| Flandres         | 56                |
| France           | 20                |
| Hollande         | 31                |
| Irlande          | 17                |
| Italie           | 35                |
| Nouvelle-Zélande | 6                 |
| Royaume-Uni      | 11                |
| Suède            | 40                |
| Wallonie         | 47                |

## October Tour
La tournée promotionnelle de l'album débute à Dublin en Irlande le 16 août 1981 et se termine le 7 août 1982 à Turku en Finlande. L'October Tour traverse deux continents (l'Amérique du Nord et l'Europe) pour 104 concerts. U2 passe à Paris à l'Elysée Montmartre le 26 octobre 1981.

## Singles
- Fire (juin 1981) :  no 4 en Irlande, no 35 en Angleterre[55],[56]
- Gloria (5 octobre 1981) : no 10 en Irlande, no 15 en Nouvelle-Zélande et no 55 en Angleterre[57],[53]

## Liste des titres
Toutes les paroles sont écrites par Bono, toute la musique est composée par U2.
| 1. | Gloria                           | 4:14 |
| 2. | I Fall Down                      | 3:39 |
| 3. | I Threw a Brick Through a Window | 4:54 |
| 4. | Rejoice                          | 3:37 |
| 5. | Fire                             | 3:51 |

| Face 2 | Face 2                     | Face 2 | Face 2 | Face 2 | Face 2 | Face 2 | Face 2 | Face 2 | Face 2 |
| No     | Titre                      | Durée  |        |        |        |        |        |        |        |
| ------ | -------------------------- | ------ | ------ | ------ | ------ | ------ | ------ | ------ | ------ |
| 1.     | Tomorrow                   | 4:39   |        |        |        |        |        |        |        |
| 2.     | October                    | 2:21   |        |        |        |        |        |        |        |
| 3.     | With a Shout (Jerusalem)   | 4:02   |        |        |        |        |        |        |        |
| 4.     | Stranger in a Strange Land | 3:56   |        |        |        |        |        |        |        |
| 5.     | Scarlet                    | 2:53   |        |        |        |        |        |        |        |
| 6.     | Is That All?               | 2:59   |        |        |        |        |        |        |        |
| 41:05  |                            |        |        |        |        |        |        |        |        |

### Réédition
Comme pour Boy et War, une version remastérisée de luxe comprenant un coffret en carton, où vient se loger un livret de 30 pages (avec photos inédites) et qui comprend deux CD (l'album et les bonus audio) est sortie le 21 juillet 2008 sous le contrôle de  The Edge. Sa version de luxe propose, en second CD, des faces B des sessions d'October, ainsi que J. Swallo, A Celebration et Trash, Trampoline and the Party Girl, dans leurs styles d'origine des lives, morceaux bonus et remixes de l'époque.
Toutes les chansons sont écrites et composées par U2.
| Liste des titres du CD bonus de la réédition | Liste des titres du CD bonus de la réédition                                      | Liste des titres du CD bonus de la réédition | Liste des titres du CD bonus de la réédition | Liste des titres du CD bonus de la réédition | Liste des titres du CD bonus de la réédition | Liste des titres du CD bonus de la réédition | Liste des titres du CD bonus de la réédition | Liste des titres du CD bonus de la réédition | Liste des titres du CD bonus de la réédition |
| No                                           | Titre                                                                             | Origine                                      | Durée                                        |                                              |                                              |                                              |                                              |                                              |                                              |
| -------------------------------------------- | --------------------------------------------------------------------------------- | -------------------------------------------- | -------------------------------------------- | -------------------------------------------- | -------------------------------------------- | -------------------------------------------- | -------------------------------------------- | -------------------------------------------- | -------------------------------------------- |
| 1.                                           | Gloria (Concert au Hammersmith Palais, 6 décembre 1982)                           | BBC Radio 1 (8 janvier 1983)                 | 4:43                                         |                                              |                                              |                                              |                                              |                                              |                                              |
| 2.                                           | I Fall Down (Concert au Hammersmith Palais, 6 décembre 1982)                      | BBC Radio 1 (8 janvier 1983)                 | 3:02                                         |                                              |                                              |                                              |                                              |                                              |                                              |
| 3.                                           | I Threw a Brick Through a Window (Concert au Hammersmith Palais, 6 décembre 1982) | BBC Radio 1 (8 janvier 1983)                 | 3:52                                         |                                              |                                              |                                              |                                              |                                              |                                              |
| 4.                                           | Fire (Concert au Hammersmith Palais, 6 décembre 1982)                             | BBC Radio 1 (8 janvier 1983)                 | 3:32                                         |                                              |                                              |                                              |                                              |                                              |                                              |
| 5.                                           | October (Concert au Hammersmith Palais, 6 décembre 1982)                          | BBC Radio 1 (8 janvier 1983)                 | 2:22                                         |                                              |                                              |                                              |                                              |                                              |                                              |
| 6.                                           | With a Shout (session à la BBC session, 3 septembre 1981)                         | BBC Radio 1 (8 septembre 1981)               | 3:34                                         |                                              |                                              |                                              |                                              |                                              |                                              |
| 7.                                           | Scarlet (session à la BBC session, 3 septembre 1981)                              | BBC Radio 1 (8 septembre 1981)               | 2:46                                         |                                              |                                              |                                              |                                              |                                              |                                              |
| 8.                                           | I Threw a Brick Through a Window (BBC session on 3 September 1981)                | BBC Radio 1 (8 septembre 1981)               | 4:18                                         |                                              |                                              |                                              |                                              |                                              |                                              |
| 9.                                           | A Celebration                                                                     | single de A Celebration                      | 2:57                                         |                                              |                                              |                                              |                                              |                                              |                                              |
| 10.                                          | J. Swallo                                                                         | single de Fire                               | 2:20                                         |                                              |                                              |                                              |                                              |                                              |                                              |
| 11.                                          | Trash, Trampoline and the Party Girl                                              | single de A Celebration                      | 2:36                                         |                                              |                                              |                                              |                                              |                                              |                                              |
| 12.                                          | I Will Follow (Concert au Paradise de Boston, 6 mars 1981)                        | single de Gloria                             | 3:44                                         |                                              |                                              |                                              |                                              |                                              |                                              |
| 13.                                          | The Ocean (Concert au Paradise de Boston, 6 mars 1981)                            | single de Fire                               | 2:15                                         |                                              |                                              |                                              |                                              |                                              |                                              |
| 14.                                          | The Cry / The Electric Co. (Concert au Paradise de Boston, 6 mars 1981)           | single de Fire (sans Send in the clowns)     | 4:28                                         |                                              |                                              |                                              |                                              |                                              |                                              |
| 15.                                          | 11 O'Clock Tick Tock (Concert au Paradise de Boston, 6 mars 1981)                 | single de Fire                               | 4:57                                         |                                              |                                              |                                              |                                              |                                              |                                              |
| 16.                                          | I Will Follow (Concert à Hattem, 14 mai 1982)                                     | single de I Will Follow (live)               | 3:52                                         |                                              |                                              |                                              |                                              |                                              |                                              |
| 17.                                          | Tomorrow (Common Ground remix)                                                    | compilation Common Ground                    | 4:36                                         |                                              |                                              |                                              |                                              |                                              |                                              |
| 59:55                                        |                                                                                   |                                              |                                              |                                              |                                              |                                              |                                              |                                              |                                              |

## Crédits
U2
- Bono – Chant, chœurs
- The Edge – guitare, piano, chœurs
- Adam Clayton – basse
- Larry Mullen, Jr. – batterie

Musiciens additionnels
- Some Kind Of Wonderful (groupe) – trompettes sur With A Shout (Jérusalem)
- Vinnie Kilduff –  Uileann pipes sur Tomorrow, bodhrán

Production
- Steve Lillywhite – production
- Paul Thomas – ingénieur du son
- Kevin Maloney – ingénieur du son assistant
- Ian Cooper – mastering